# Іда (фільм)
«Іда» (пол. Ida) — польсько-данський драматичний фільм 2013 року, режисера Павла Павліковського. Здобув низку міжнародних нагород та кінопремій, зокрема й премії «Оскар» та БАФТА. В Україні у кінопрокаті не був представлений. Одначе періодично відбуваються неформальні покази цієї стрічки для зацікавлених аудиторій.
Українською мовою фільм було перекладено й озвучено студією «Цікава ідея» на замовлення Hurtom.com у рамках проекту озвучення серії номінантів на премію «Оскар» та «Золотий глобус».

## Сюжет
Анна — сирота, з дитинства виховується у монастирі і готується стати монахинею. Перед складанням обітниці ігуменя просить її відвідати єдину живу родичку — тітку Ванду, суддю і колишнього прокура (прототипом персонажу є Хелена Воліньска). Анна їде в місто, зустрічається з тіткою і та розповідає дівчині про те, що вона — єврейка, її справжнє ім'я — Іда Лібенштейн, а батьки трагічно загинули під час Другої світової війни. Іда вирішує знайти могили своїх батьків і, разом з тіткою, їде до села, де вони колись жили. Ця подорож вносить зміни до життя та світогляду обох жінок.

## Актори
| Актор              | Роль                 |
| ------------------ | -------------------- |
| Агата Кулеша       | тітка Іди Ванда Груз |
| Агата Тшебуховська | Іда Лібенштайн       |
| Давід Огроднік     | саксофоніст Ліс      |
| Єжи Треля          | Шимон Скіба          |
| Адам Шишковський   | Фелікс Скіба         |
| Галіна Скочинська  | Ігуменя              |

## Нагороди та номінації
Картина отримала схвальні відгуки критиків і глядачів, а також низку міжнародних нагород та кінопремій. За рецензіями, рейтинг стрічки на Rotten Tomatoes склав 96 %.
| Рік  | Нагорода                                                    | Категорія                                                                  | Номінант                                                          | Результат |
| ---- | ----------------------------------------------------------- | -------------------------------------------------------------------------- | ----------------------------------------------------------------- | --------- |
| 2013 | Міжнародний фестиваль операторського мистецтва «Camerimage» | Приз «Золота жаба» — Головний конкурс                                      | Лукаш Зал, Ришард Ленчевський                                     | Перемога  |
| 2013 | Варшавський міжнародний кінофестиваль                       | Гран-прі                                                                   | Павел Павліковський                                               | Перемога  |
| 2013 | Варшавський міжнародний кінофестиваль                       | Приз екуменічного журі                                                     | Павел Павліковський                                               | Перемога  |
| 2013 | Кінофестиваль у Гдині                                       | «Золотий лев» за найкращий фільм                                           | Павел Павліковський                                               | Перемога  |
| 2013 | Кінофестиваль у Гдині                                       | «Золотий лев» за виробництво найкращого фільму                             | Пйотр Дзенцьол, Ева Пушчинська                                    | Перемога  |
| 2013 | Кінофестиваль у Гдині                                       | Найкраща головна жіноча роль                                               | Аґата Кулеша                                                      | Перемога  |
| 2013 | Кінофестиваль у Гдині                                       | Найкраща операторська робота                                               | Лукаш Зал, Ришард Ленчевський                                     | Перемога  |
| 2013 | Кінофестиваль у Гдині                                       | Найкраща робота художника-постановника                                     | Катажина Собанська, Марцел Славінський                            | Перемога  |
| 2013 | Фестиваль європейського кіно «Les Arcs»                     | Головний приз «Кристалічна стріла»                                         | Павел Павліковський                                               | Перемога  |
| 2013 | Лондонський кінофестиваль                                   | Найкращий фільм                                                            | Павел Павліковський                                               | Перемога  |
| 2013 | Мінський міжнародний кінофестиваль «Лістапад»               | Приз «Золотий Листопад» за найкращий фільм                                 | Павел Павліковський                                               | Перемога  |
| 2013 | Мінський міжнародний кінофестиваль «Лістапад»               | Приз «Срібний Листопад» за мистецтво, як феномен                           | Павел Павліковський                                               | Перемога  |
| 2013 | Мінський міжнародний кінофестиваль «Лістапад»               | Найкраща жіноча роль другого плану                                         | Аґата Кулеша                                                      | Перемога  |
| 2013 | Мінський міжнародний кінофестиваль «Лістапад»               | Нагорода ім. Юрія Марухіна за найкращу операторську роботу                 | Лукаш Зал, Ришард Ленчевський                                     | Перемога  |
| 2013 | Міжнародний кінофестиваль у Торонто                         | Приз ФІПРЕССІ (спеціальна презентація)                                     | Павел Павліковський                                               | Перемога  |
| 2013 | Міжнародний кінофестиваль у Хіхоні                          | Найкращий художній фільм                                                   | Павел Павліковський                                               | Перемога  |
| 2013 | Міжнародний кінофестиваль у Хіхоні                          | Найкраща актриса                                                           | Аґата Кулеша                                                      | Перемога  |
| 2013 | Міжнародний кінофестиваль у Хіхоні                          | Найкращий сценарій                                                         | Павел Павліковський, Ребекка Ленкевич                             | Перемога  |
| 2013 | Міжнародний кінофестиваль у Хіхоні                          | Нагорода «Gil Parrondo» за найкращу роботу художника-постановника          | Катажина Собанська, Марцел Славінський                            | Перемога  |
| 2013 | Міжнародний кінофестиваль у Хіхоні                          | Премія «Cajastur» молодого журі за найкращий повнометражний художній фільм | Павел Павліковський                                               | Перемога  |
| 2014 | Премія американського товариства кінооператорів             | ASC Spotlight Award                                                        | Лукаш Зал, Ришард Ленчевський                                     | Перемога  |
| 2014 | Премія британського незалежного кіно                        | Найкращий іноземний незалежний фільм                                       |                                                                   | Номінація |
| 2014 | Міжнародний кінофестиваль у Вільнюсі                        | Найкращий режисер                                                          | Павел Павліковський                                               | Перемога  |
| 2014 | Фестиваль «GoEast» у Вісбадені                              | SKODA Film Award                                                           | Павел Павліковський                                               | Перемога  |
| 2014 | Премія «Давид ді Донателло»                                 | Найкращий європейський фільм                                               | Павел Павліковський                                               | Номінація |
| 2014 | Премія «Golden Trailer Awards»                              | Найкраща іноземна драма                                                    | Music Box Films, Zealot Productions Inc.                          | Перемога  |
| 2014 | Нагорода «Європейський кіноприз»                            | Найкращий європейський фільм                                               | Павел Павліковський, Ерік Абрахам, Пйотр Дзенцьол, Ева Пушчинська | Перемога  |
| 2014 | Нагорода «Європейський кіноприз»                            | Найкращий режисер                                                          | Павел Павліковський                                               | Перемога  |
| 2014 | Нагорода «Європейський кіноприз»                            | Найкраща актриса                                                           | Аґата Кулеша                                                      | Номінація |
| 2014 | Нагорода «Європейський кіноприз»                            | Найкраща актриса                                                           | Аґата Тшебуховська                                                | Номінація |
| 2014 | Нагорода «Європейський кіноприз»                            | Найкращий сценарист                                                        | Павел Павліковський                                               | Перемога  |
| 2014 | Нагорода «Європейський кіноприз»                            | Найкращий оператор — Приз Карло ді Пальма                                  | Лукаш Зал, Ришард Ленчевський                                     | Перемога  |
| 2014 | Нагорода «Європейський кіноприз»                            | Приз глядацьких симпатій за найкращий фільм                                | Павел Павліковський, Ерік Абрагам, Пйотр Дзенцьол, Ева Пушчинська | Перемога  |
| 2014 | Приз «Lux» Європейського парламенту                         |                                                                            | Павел Павліковський                                               | Перемога  |
| 2014 | Премія Асоціації кінокритиків Лос-Анджелеса                 | Найкраща актриса другого плану                                             | Аґата Кулеша                                                      | Перемога  |
| 2014 | Премія Асоціації кінокритиків Лос-Анджелеса                 | Найкращий фільм іноземною мовою                                            | Павел Павліковський                                               | Перемога  |
| 2014 | Кінофестиваль у Нешвілі                                     | Lipscomb Ecumenical Prize                                                  | Павел Павліковський                                               | Перемога  |
| 2014 | Премія Товариства кінокритиків Нью-Йорка                    | Найкращий іноземний фільм                                                  |                                                                   | Перемога  |
| 2014 | Польські кінонагороди «Орли»                                | Найкращий фільм                                                            | Павел Павліковський                                               | Перемога  |
| 2014 | Польські кінонагороди «Орли»                                | Найкраща режисура                                                          | Павел Павліковський                                               | Перемога  |
| 2014 | Польські кінонагороди «Орли»                                | Найкраща головна жіноча роль                                               | Аґата Кулеша                                                      | Перемога  |
| 2014 | Польські кінонагороди «Орли»                                | Найкращий сценарій                                                         | Павел Павліковський, Ребекка Ленкевич                             | Номінація |
| 2014 | Польські кінонагороди «Орли»                                | Найкраща операторська робота                                               | Лукаш Зал, Ришард Ленчевський                                     | Номінація |
| 2014 | Польські кінонагороди «Орли»                                | Найкраща робота художника-постановника                                     | Катажина Собанська, Марцел Славінський                            | Номінація |
| 2014 | Польські кінонагороди «Орли»                                | Найкращі костюми                                                           | Александра Сташко                                                 | Номінація |
| 2014 | Польські кінонагороди «Орли»                                | Найкращий монтаж                                                           | Ярослав Камінський                                                | Перемога  |
| 2014 | Польські кінонагороди «Орли»                                | Відкриття року — Найкраща головна жіноча роль                              | Аґата Тшебуховська                                                | Номінація |
| 2014 | Польські кінонагороди «Орли»                                | Відкриття року — Найкраща операторська робота                              | Лукаш Зал                                                         | Номінація |
| 2014 | Міжнародний кінофестиваль у Сієтлі                          | Найкраща актриса                                                           | Аґата Кулеша                                                      | 3 місце   |
| 2014 | Міжнародний кінофестиваль у Сієтлі                          | Найкращий режисер                                                          | Павел Павліковський                                               | Номінація |
| 2014 | Премія «Супутник»                                           | Найкращий іноземний фільм                                                  |                                                                   | Номінація |
| 2014 | Премія Асоціації кінокритиків Чикаго                        | Найкращий фільм іноземною мовою                                            |                                                                   | Номінація |
| 2014 | Премія Асоціації кінокритиків Чикаго                        | Найкраща актриса другого плану                                             | Аґата Кулеша                                                      | Номінація |
| 2014 | Премія Асоціації кінокритиків Чикаго                        | Найкраща операторська робота                                               | Лукаш Зал, Ришард Ленчевський                                     | Номінація |
| 2014 | Премія Асоціації кінокритиків Чикаго                        | Найбільш багатообіцяюча актриса                                            | Аґата Тшебуховська                                                | Номінація |
| 2015 | Премія БАФТА                                                | Найкращий неангломовний фільм                                              | Павел Павліковський, Ерік Абрагам, Пйотр Дзенцьол, Ева Пушчинська | Перемога  |
| 2015 | Премія БАФТА                                                | Найкраща операторська робота                                               | Лукаш Зал, Ришард Ленчевський                                     | Номінація |
| 2015 | Премія «Оскар»                                              | Найкращий фільм іноземною мовою                                            | Павел Павліковський                                               | Перемога  |
| 2015 | Премія «Оскар»                                              | Найкраща операторська робота                                               | Лукаш Зал, Ришард Ленчевський                                     | Номінація |
| 2015 | Премія «Золотий глобус»                                     | Найкращий фільм іноземною мовою                                            | Павел Павліковський                                               | Номінація |
| 2015 | Кінопремія «Вибір критиків»                                 | Найкращий фільм іноземною мовою                                            | Павел Павліковський                                               | Номінація |
| 2015 | Премія «Незалежний дух»                                     | Найкращий фільм іноземною мовою                                            | Павел Павліковський                                               | Перемога  |
| 2015 | Премія Лондонського Союзу кінокритиків                      | Фільм року                                                                 |                                                                   | Номінація |
| 2015 | Премія Лондонського Союзу кінокритиків                      | Фільм року іноземною мовою                                                 |                                                                   | Номінація |
| 2015 | Премія Лондонського Союзу кінокритиків                      | Актриса другого плану року                                                 | Аґата Кулеша                                                      | Номінація |